# Andrés Mosquera
Pour les articles homonymes, voir Mosquera.
Andrés Mosquera, né le 9 juillet 1978 à Cali (Colombie), est un footballeur colombien, qui évolue au poste de défenseur à l'Atlético Junior. Au cours de sa carrière il évolue au Deportivo Cali, à Cortuluá, au Sporting Cristal, à l'Independiente Medellín, au Monagas SC, à Millonarios, à l'Once Caldas, au Deportivo Pasto, à l'Atlético Nacional et au Depor FC ainsi qu'en équipe de Colombie.
Mosquera ne marque aucun but lors de ses cinq sélections avec l'équipe de Colombie en 2000. Il participe à la Coupe des confédérations en 2003 avec la Colombie.

## Palmarès

### En équipe nationale
- 5 sélections et 0 but avec l'équipe de Colombie en 2000.
- Quatrième de la Coupe des confédérations 2003.

### Avec le Deportivo Cali
- Vainqueur du Championnat de Colombie de football en 1998.

### Avec Once Caldas
- Vainqueur du Championnat de Colombie de football en 2009 (Tournoi d'Ouverture).